# Tô (Toma)
Pour les articles homonymes, voir Tô.
Ne doit pas être confondu avec Tô (Burkina Faso).
Tô est un village situé dans le département et la commune rurale de Toma de la province du Nayala dans la région de la Boucle du Mouhoun au Burkina Faso.